# كيفن كاس
كيفن كاس (بالإنجليزية: Kevin Cass)‏ هو متسابق دراجات نارية أسترالي، ولد في 15 أكتوبر 1938، وتوفي في 12 أكتوبر 2015.